# Ames (Iowa)
Ames ist die größte Stadt (mit dem Status „City“) im Story County im US-amerikanischen Bundesstaat Iowa. Laut Volkszählung im Jahr 2010 hatte Ames 58.965 Einwohner. Das U.S. Census Bureau hat bei der Volkszählung 2020 eine Einwohnerzahl von 66.427 ermittelt. Die Stadt bildet das Zentrum Ames Metropolitan Statistical Area, einer Metropolregion, die sich über das gesamte Gebiet des Story County erstreckt.
In Ames ist die Iowa State University of Science & Technology angesiedelt, wodurch rund die Hälfte der Bevölkerung aus Studenten besteht.

## Geographie
Ames liegt im Zentrum Iowas an der Mündung des Squaw Creek in den South Skunk River, der über den Skunk River zum Stromgebiet des Mississippi gehört. Dieser bildet rund 270 km östlich die Grenze zu Illinois, während der Missouri River etwa 220 km westlich die Grenze zu Nebraska bildet. Die Grenze Iowas zu Minnesota verläuft rund 180 km nördlich; Missouris Nordgrenze befindet sich rund 180 km südlich.
Die geographischen Koordinaten von Ames sind 42°1′38″ nördlicher Breite und 93°37′54″ westlicher Länge. Das Stadtgebiet erstreckt sich über eine Fläche von 62,86 km2 und verteilt sich über die Washington, Franklin, Grant und die Milford Township.
Nachbarorte von Ames sind Gilbert (10,5 km nördlich), Story City (19,1 km in der gleichen Richtung), Roland (25 km nordnordöstlich), Nevada (15,1 km östlich), Cambridge (22,7 km südsüdöstlich), Huxley (16,6 km südlich), Kelley (12,6 km südsüdwestlich), Slater (22 km in der gleichen Richtung), Luther (24 km westsüdwestlich) und Boone (23,4 km westnordwestlich).
Die nächstgelegenen größeren Städte sind die Twin Cities (Minneapolis und St. Paul) in Minnesota (344 km nördlich), Rochester in Minnesota (290 km nordnordöstlich), Waterloo (157 km ostnordöstlich), Cedar Rapids (167 km östlich), Iowas Hauptstadt Des Moines (56,2 km südlich), Kansas City in Missouri (367 km südsüdwestlich), Nebraskas größte Stadt Omaha (277 km westsüdwestlich), Sioux City (286 km westnordwestlich) und South Dakotas größte Stadt Sioux Falls (424 km nordwestlich).

## Verkehr
Der in Nord-Süd-Richtung verlaufende Interstate Highway 35, der die kürzeste Verbindung von Minneapolis nach Des Moines bildet, führt durch den Osten des Stadtgebiets von Ames. Der ebenfalls vierspurig ausgebaute U.S. Highway 30 verläuft in West-Ost-Richtung durch den Süden von Ames. Parallel zum I 35 verläuft der U.S. Highway 69 durch das Zentrum der Stadt. Alle weiteren Straßen sind untergeordnete Landstraßen, teils unbefestigte Fahrwege sowie innerörtliche Verbindungsstraßen.
Durch das in städtischem Besitz befindliche Unternehmen CyRide wird ein öffentliches Busnetz mit elf Linien unterhalten.
Durch das Stadtgebiet von Ames verläuft eine Eisenbahnlinie für den Frachtverkehr der Union Pacific Railroad (UP), die vom Mississippi nach Omaha führt. Von dieser zweigt eine weitere Linie derselben Gesellschaft in Richtung Norden ab.
Mit dem Ames Municipal Airport befindet sich 7 km südlich des Stadtzentrums ein kleiner Flugplatz für die Allgemeine Luftfahrt und den Lufttaxiverkehr. Der nächste Verkehrsflughafen ist der 66 km südlich gelegene Des Moines International Airport.

## Unternehmen und Behörden
In Ames befindet sich das National Animal Disease Center des US-Landwirtschaftsministeriums. Ferner hat das „Iowa State Department of Transportation“ (Verkehrsministerium von Iowa) hier seinen Sitz sowie das Ames Laboratory des US-Energieministeriums, welches auch zur Iowa State University gehört. Öffentliche Einrichtungen des Staates und des Bundes sind die wichtigsten Arbeitgeber am Ort. Ein weiterer großer Arbeitgeber ist das Softwareunternehmen Workiva.

## Geschichte
Erste Beweise für menschliche Siedlungstätigkeit in der Gegend um die heutige Stadt stammen aus der Zeit der Mittleren Woodland-Periode. Erste weiße Siedler kamen in den 1840er Jahren in das Story County.
Im Jahr 1859 wurde Land für die Errichtung einer Landwirtschaftsschule gesichert, die später als Iowa Agricultural College die Keimzelle der späteren Iowa State University wurde.
Im Jahr 1864 wurde mit dem Bau einer Eisenbahnlinie der damaligen Cedar Rapids and Missouri River Railroad an der Brücke über den South Skunk River eine Siedlung gegründet, die nach dem Kongressabgeordneten Oakes Ames aus Massachusetts benannt wurde. Er hatte im 19. Jahrhundert den Bau der First Transcontinental Railroad, die durch Ames führt, maßgeblich beeinflusst.
Im Jahr 1869 wurde Ames als selbstständige Kommune inkorporiert.

## Bevölkerung
Nach der Volkszählung im Jahr 2010 lebten in Ames 58.965 Menschen in 22.759 Haushalten. Die Bevölkerungsdichte betrug 938 Einwohner pro Quadratkilometer. In den 22.759 Haushalten lebten statistisch je 2,25 Personen.
Ethnisch betrachtet setzte sich die Bevölkerung zusammen aus 84,5 Prozent Weißen, 3,4 Prozent Afroamerikanern, 0,2 Prozent amerikanischen Ureinwohnern, 8,8 Prozent Asiaten sowie 1,1 Prozent aus anderen ethnischen Gruppen; 2,0 Prozent stammten von zwei oder mehr Ethnien ab. Unabhängig von der ethnischen Zugehörigkeit waren 3,4 Prozent der Bevölkerung spanischer oder lateinamerikanischer Abstammung.
13,4 Prozent der Bevölkerung waren unter 18 Jahre alt, 78,5 Prozent waren zwischen 18 und 64 und 8,1 Prozent waren 65 Jahre oder älter. 47,0 Prozent der Bevölkerung waren weiblich.
Das mittlere jährliche Einkommen eines Haushalts lag bei 42.714 USD. Das Pro-Kopf-Einkommen betrug 23.713 USD. 28,8 Prozent der Einwohner lebten unterhalb der Armutsgrenze.

## Bekannte Bewohner
- James Wilson (1835–1920) – langjähriger US-Landwirtschaftsminister (1897–1913) – lebte lange in Ames
- Joseph Charles Arthur (1850–1942) – Botaniker – studierte in Ames
- Carrie Chapman Catt (1859–1947) – Frauenrechtlerin – studierte in Ames
- Billy Sunday (1862–1935) – Sportler und Massenprediger – geboren in Ames
- Albert MacCarthy (1876–1956) – Bergsteiger – geboren und aufgewachsen in Ames
- Gertrude Mary Cox (1900–1978) – Statistikerin – studierte in Ames
- Peter Schickele (1935–2024) – Musiker – geboren in Ames
- Edward Mezvinsky (* 1937) – demokratischer Abgeordneter des US-Repräsentantenhauses (1973–1977) – geboren und aufgewachsen in Ames
- Ted Kooser (* 1939) – Dichter – geboren und aufgewachsen in Ames
- Thomas J. Barton (* 1940) – Chemiker und Hochschullehrer – lebt in Ames
- Charles Dodge (* 1942) – Komponist – geboren und aufgewachsen in Ames
- Gilbert Thomas Rowe (* 1942) – Ökologe und Ozeanograf – geboren in Ames
- Richard Hayward (1946–2010) – Rock-Schlagzeuger – geboren und aufgewachsen in Ames
- Sara Paretsky (* 1947) – Historikerin und Krimiautorin – geboren in Ames
- Tom Latham (* 1948) – langjähriger republikanischer Abgeordneter des US-Repräsentantenhauses (1995–2015) – lebt seit vielen Jahren in Ames
- James Bovard (* 1956) – Bestseller-Autor, Lehrer und Libertär – geboren in Ames
- Neal Stephenson (* 1959) – Science-Fiction-Schriftsteller – wuchs überwiegend in Ames auf
- Jeffrey Dahmer (1960–1994) – Serienmörder – lebte als Kind vier Jahre in Ames
- Laurel Clark (1961–2003) – Astronautin – geboren in Ames
- Jane Espenson (* 1964) – Drehbuchautorin und Filmproduzentin – geboren und aufgewachsen in Ames
- Stephani Victor (* 1969), Monoskibobfahrerin – geboren in Ames
- John Livingston (* 1970) – Schauspieler – geboren in Ames
- Fred Hoiberg (* 1972) – Basketballtrainer – lebt seit Jahren in Ames
- Ann Cotten (* 1982) – deutschsprachige Schriftstellerin und Übersetzerin – geboren in Ames
- Harrison Barnes (* 1992) – Basketballspieler – geboren und aufgewachsen in Ames
- Celia Barquín Arozamena (1996–2018) – spanische Golferin und Amateur-Europameisterin – Studium an der Iowa State University, in Ames ermordet
- Joe Burrow (* 1996) – Footballspieler – geboren in Ames

## Städtepartnerschaft
Seit 1993 besteht eine Städtepartnerschaft mit Enzan (Kōshū) in Japan.